# デンマーク室内管弦楽団
デンマーク室内管弦楽団
（デンマークしつないかんげんがくだん、デンマーク語: Danmarks Underholdnings Orkester、英語: Danish Chamber Orchestra）は、デンマークのコペンハーゲンを本拠地とする室内オーケストラ。

## 概要
1939年創立
。国営デンマーク放送協会傘下のオーケストラだったが、2015年に民間資金による自主運営の団体へ移行した
。
1997年からアダム・フィッシャー (1999年に首席指揮者に就任) と録音を開始したモーツァルトの交響曲全集は、2015年に国際クラシック音楽賞(ICMA)を受賞
。

また、ベートーヴェンの交響曲全集は、2020年オーパス・クラシック賞

及び2020年国際クラシック音楽賞(ICMA)を受賞した
。

さらに、ブラームスの交響曲全集の録音も完成させている
。

## 首席指揮者
- ボーエ・ワーグナー (1986年 - 1996年)
- アダム・フィッシャー (1999年 - )